# 扎里奇恰 (納德沃爾納亞區)
48°30′59″N 24°38′39″E / 48.51639°N 24.64417°E
扎里奇恰（烏克蘭語：Заріччя），是烏克蘭的村落，位於該國西部伊萬諾-弗蘭科夫斯克州，由納德沃爾納亞區負責管轄，處於普魯特河畔，面積28.1平方公里，2001年人口3,997。